# Éditions Parenthèses
 (septembre 2024).
Si vous disposez d'ouvrages ou d'articles de référence ou si vous connaissez des sites web de qualité traitant du thème abordé ici, merci de compléter l'article en donnant les références utiles à sa vérifiabilité et en les liant à la section « Notes et références ».
Les éditions Parenthèses sont une maison d'édition française, située à Marseille, spécialisée dans l'architecture, l'urbanisme, l'art, la photographie et  la musique. Elles ont acquis une notoriété dans le jazz avec plusieurs collections faites de récits biographiques et d'études théoriques. 
Parenthèses a été créée par deux architectes en 1978.

## Création
En 2023, elles avaient plus de 450 ouvrages à leur catalogue. 